# Тау (фільм)
«Тау» (англ. Tau) — науково-фантастичний трилер 2018 року з Майкою Монро, Едом Скрейном і Гері Олдменом у головних ролях.

## Сюжет
Джулія заробляє на життя дрібними крадіжками. Одного дня її викрадають і вона прокидається у камері з двома людьми. Джулія робить спробу втекти, але вона потрапляє лише в іншу кімнату, а сусідів по камері вбивають. Усі спроби вийти за межі кімнати припиняються штучним інтелектом Тау.
Керівник проекту, Алекс, проводить збір даних з імпланту, який було вживлено Джулії. Жінка перебуває під постійним наглядом Тау. Вона починає налагоджувати контакт зі штучним інтелектом, задовольняючи зацікавленість машини, героїня отримує необхідну їй інформацію про експеримент та будинок. Їй стає відомо, що Алекс вбив 11 інших піддослідних. Джулія робить невдалу спробу вбити його.
У відсутність Алекса Джулія переконує Тау звільнити її. За помилки Алекс видаляє частину пам'яті штучного інтелекту як покарання, а у жінки він має дістати імплант, що означає для неї смерть. Джулія звільняється за допомогою міні-дрона та активує самознищення будинку. Алекс гине. Джулія потрапляє назовні та обіцяє Тау показати світ.

## У ролях
| Актор          | Роль              |
| -------------- | ----------------- |
| Майка Монро    | Джулія, Суб'єкт 3 |
| Ед Скрейн      | Алекс             |
| Гері Олдмен    | Тау               |
| Фістон Барек   | Суб'єкт 2         |
| Івана Цівкович | Суб'єкт 1         |

## Створення фільму

### Виробництво
Зйомки фільму проходили в Белграді, Сербія.

### Знімальна група
- Кінорежисер — Фелеріко Д'Алессандро
- Сценарист — Нога Ландау
- Кінопродюсери — Расселл Акермен, Террі Дуглас, Девід С. Ґоєр, Пол Касідокостас Латсіс, Джон Шонфельдер, Кевін Тарен
- Композитор — Беа Мак-Крірі
- Кінооператор — Ларрі Сміт
- Кіномонтаж — Скотт Чеснат
- Художник-постановник — Мілєн Крека Клякович
- Художник-декоратор — Ясна Драгович
- Художник з костюмів — Момирка Баілович
- Підбір акторів — Емма Каллінан[1]

## Сприйняття
Фільм отримав негативні відгуки. На сайті Rotten Tomatoes оцінка стрічки становить 33 % на основі 6 відгуків від критиків (середня оцінка 4,2/10) і 56 % від глядачів із середньою оцінкою 3,4/5 (152 голоси). Фільму зарахований «гнилий помідор» від кінокритиків та «розсипаний попкорн» від глядачів, Internet Movie Database — 5,7/10 (5 004 голоси), Metacritic — 43/100 (5 відгуків критиків) і 5,3/10 (12 відгуків від глядачів).